# Prawybory prezydenckie Partii Republikańskiej w 2008 roku
Prawybory prezydenckie Partii Republikańskiej w 2008 roku – seria prawyborów, która wyłoniła delegatów na konwencję Partii Republikańskiej, aby uczestniczyli w wyborze kandydata Partii Republikańskiej w wyborach prezydenckich w Stanach Zjednoczonych. Wybierani delegaci byli przypisani do konkretnego kandydata, którego popierali. W wyniku prawyborów najwięcej delegatów pozyskał John McCain, który na konwencji został wybrany oficjalnym kandydatem Partii Republikańskiej w wyborach prezydenckich w 2008 roku.

## Przebieg
W pierwszym miesiącu, ze względu na słabe wyniki, z prawyborów wycofywali się kolejno: Duncan L. Hunter (19 stycznia, poparł Mike’a Huckabee'ego), Fred Thompson (22 stycznia, poparł Johna McCaina) i Rudy Giuliani (30 stycznia, poparł Johna McCaina). Pomimo wygranej w 11 stanach, już 7 lutego zakończył kampanię Mitt Romney. Następnie, po odniesieniu zwycięstw w 8 stanach, decyzję o zakończeniu kampanii 4 marca podjął również Mike Huckabee. 
W wyniku prawyborów najwięcej delegatów pozyskał John McCain, który na konwencie Partii Republikańskiej we wrześniu 2008 roku otrzymał nominację na kandydata Partii Republikańskiej. 
Dwaj kandydaci w tym samym roku wzięli udział w wyborach prezydenckich jako kandydaci innych partii politycznych i otrzymali w nich niewielkie poparcie: 
- Alan Keyes (z ramienia American Independent, zgłoszony tylko w trzech stanach: Kalifornia, Kolorado i Floryda) – 47 694 głosy, 0,04%[10]
- Ron Paul (z ramienia Louisiana Taxpayers, zgłoszony tylko w dwóch stanach: Montana i Luizjana) – 42 426 głosów, 0,03%[10]

## Wyniki prawyborów
| John McCain (37) Mitt Romney (11) Mike Huckabee (8) |

Prawybory wygrane w poszczególnych stanach i terytoriach USA
John McCain (37)
Mitt Romney (11)
Mike Huckabee (8)

Wybrany kandydat musiał otrzymać głosy minimum 1191 spośród 2380 delegatów, aby uzyskać nominację w wyborach prezydenckich.
| Kandydat         | Głosy powszechne | Głosy powszechne | Pozyskani delegaci | Pozyskani delegaci | Głosy delegatów | Głosy delegatów |
| Kandydat         | Liczba           | %                | Liczba             | %                  | Liczba          | %               |
| ---------------- | ---------------- | ---------------- | ------------------ | ------------------ | --------------- | --------------- |
| John McCain      | 9 615 533        | 46,99            | 1331               | 78,48              | 2343            | 99,28           |
| Mitt Romney      | 4 567 127        | 22,32            | 146                | 8,61               | 2               | 0,08            |
| Mike Huckabee    | 4 147 961        | 20,27            | 199                | 11,73              | –               | –               |
| Ron Paul         | 1 145 138        | 5,6              | 20                 | 1,18               | 15              | 0,64            |
| Rudy Giuliani    | 592 391          | 2,89             | –                  | –                  | –               | –               |
| Fred Thompson    | 287 581          | 1,41             | –                  | –                  | –               | –               |
| Alan Keyes       | 56 280           | 0,28             | –                  | –                  | –               | –               |
| Duncan D. Hunter | 37 880           | 0,19             | –                  | –                  | –               | –               |
| Tom Tancredo     | 8602             | 0,04             | –                  | –                  | –               | –               |
| John H. Cox      | 3351             | 0,02             | –                  | –                  | –               | –               |
| Sam Brownback    | 2838             | 0,01             | –                  | –                  | –               | –               |

## Konwencja republikańska
W dniach 1–4 września 2008 odbyła się konwencja Partii Republikańskiej w Saint Paul w Minnesocie. Kandydatem nana partii na prezydenta został John McCain, a na wiceprezydenta Sarah Palin.